# Рибарци (Росоман)
Рибарци (мкд. Рибарци) су насеље у Северној Македонији, у средишњем делу државе. Рибарци су насеље у оквиру општине Росоман.

## Географија
Рибарци су смештени у средишњем делу Северне Македоније. Од најближег већег града, Кавадараца, насеље је удаљено 15 km северозападно.
Насеље Рибарци се налази у историјској области Тиквеш. Село је смештено у долини Црне реке, притоке Вардара, у средишњем Тиквешке котлине. Насеље је положено на приближно 180 метара надморске висине, на првим бреговима изнад реке.
Месна клима је измењена континентална са значајним утицајем Егејског мора (жарка лета).

## Становништво
Рибарци су према последњем попису из 2002. године имали 41 становника.
Већинско становништво у насељу су етнички Македонци (100%).
Претежна вероисповест месног становништва је православље.